# ダヴィッド・ディ・ドナテッロ脚色賞
ダヴィッド・ディ・ドナテッロ脚色賞（David di Donatello per la migliore sceneggiatura non originale）は、ダヴィッド・ディ・ドナテッロ賞の部門の一つ。2017年、脚本賞に代わってオリジナル脚本賞とともに設置された。 

## 受賞者と候補者一覧

### 2010年代
- 2017年
  - ジャンフランコ・カビッドゥ、ウーゴ・キーティ、サルヴァトーレ・デ・モーラ（『La stoffa dei sogni』）
  - フィオレッラ・インファシェッリ、アントニオ・レオッティ（『Era d'estate』）
  - エドアルド・アルビナーティ、マルコ・ベロッキオ 、ヴァリア・サンテッラ（『甘き人生』）
  - フランチェスコ・パティエルノ（『Naples '44』）
  - フランチェスカ・マルチャーノ、ヴァリア・サンテッラ、ステファノ・モルディーニ（『Pericle il nero』）
  - マッシモ・ガウディオーゾ（『Un paese quasi perfetto』）

- 2018年
  - ファビオ・グラッサドニア、アントニオ・ピアッツァ（『シシリアン・ゴースト・ストーリー』）
  - バルバラ・アルベルティ、ダヴィデ・バルレッティ、ロレンツォ・コンテ、カルロ・ダミーチス（『La guerra dei cafoni』）
  - ジャンニ・アメリオ、アルベルト・タラーリオ（『ナポリの隣人』）
  - パオロ・ジェノヴェーゼ、イザベラ・アギラル（『ザ・プレイス 運命の交差点』）
  - パオロ＆ヴィットリオ・タヴィアーニ（『ある個人的な問題　レインボウ』）

- 2019年
  - ルカ・グァダニーノ、ヴァルテル・ファサーノ、ジェームズ・アイヴォリー（『君の名前で僕を呼んで』）
  - スティーヴン・アミドン、フランチェスカ・アルキブージ、パオロ・ヴィルズィ、フランチェスコ・ピッコロ（『ロング, ロングバケーション』）
  - ステファノ・モルディーニ、マッシミリアーノ・カトーニ（『インビジブル・ウィットネス　見えない目撃者』）
  - ゼロカルカーレ、オスカル・リオーティ、ヴァレリオ・マスタンドレア、ジョニー・パロンバ（『アルマジロの予言』）
  - ルカ・ミニエーロ、ニコラ・グアリャノーネ（『帰ってきたムッソリーニ』）

### 2020年代
- 2020年
  - マウリツィオ・ブラウッチ、ピエトロ・マルチェッロ（『マーティン・エデン』）
  - マリオ・マルトーネ、イッポリータ・ディ・マヨ（『Il sindaco del Rione Sanità』）
  - トーマス・ビデガン、ジャン＝リュック・フロメンタル、ロレンツォ・マットッティ（『シチリアを征服したクマ王国の物語』）
  - マウリツィオ・ブラウッチ、クラウディオ・ジョヴァンネージ、ロベルト・サヴィアーノ（『La paranza dei bambini』）
  - マッテオ・ガッローネ、マッシモ・チェッケリーニ（『ほんとうのピノッキオ』）
- 2021年
  - マルコ・ペッテネッロ、ジャンニ・ディ・グレゴリオ（『Lontano lontano』）
  - サルヴァトーレ・メレウ（『Assandira』）
  - ドメニコ・スタルノーネ、フランチェスコ・ピッコロ、ダニエーレ・ルケッティ（『靴ひものロンド』[1]）
  - ステファノ・モルディーニ、フランチェスカ・マルチャーノ、ルカ・インファシェッリ（『Lasciami andare』）
  - プピ・アヴァティ、トンマーゾ・アヴァティ（『Lei mi parla ancora』）
- 2022年
  - モニカ・ザペッリ、ドナテッラ・ディ・ピエトラントニオ（『L'Arminuta』）
  - マネッティ・ブラザーズ、ミケランジェロ・ラ・ネーヴェ（『ディアボリック』）
  - マッシモ・ガウディオーゾ、ルカ・インファシェッリ、ステファノ・モルディーニ（『La scuola cattolica』）
  - フィリッポ・グラヴィーノ、グイド・イウクラーノ、クラウディオ・クペッリーニ（『La terra dei figli』）
  - ナンニ・モレッティ、フェデリカ・ポントレモリ、ヴァリア・サンテッラ（『３つの鍵』）
  - リリオ・アッバーテ、セレーナ・ブルニョーロ、アドリアーノ・キアレッリ、フランチェスコ・コスタービレ（『Una femmina』）
- 2023年
  - フェリックス・ヴァン・フルーニンゲン、シャルロッテ・ファンデルメールシュ（『帰れない山』）
  - サルヴァトーレ・メレウ（『Bentu』）
  - マッシモ・ガウディオーゾ、キム・ロッシ・スチュアート（『Brado』）
  - フランチェスカ・アルキブージ、ラウラ・パオルッチ、フランチェスコ・ピッコロ（『はちどり』）
  - マリオ・マルトーネ、イッポリタ・ディ・マヨ（『ノスタルジア』）
- 2024年
  - マルコ・ベロッキオ、スザンナ・ニッキャレッリ、エドアルド・アルビナーティ、ダニエーラ・チェゼッリ（『エドガルド・モルターラ ある少年の数奇な運命』）
  - ピエトロ・マルチェッロ、マウリツィオ・ブラウッチ、モード・アメリーヌ（『スカーレット』）
  - ジョルジョ・ディリッティ、フレード・ヴァッラ（『ルボ』）
  - エンマ・ダンテ、エレーナ・スタンカネッリ、ジョルジョ・ヴァスタ（『Misericordia』）
  - シドニー・シビリア、アルマンド・フェスタ（『ミックスド・バイ・エリー 俺たちの音楽帝国』）